# Egle concomitans
Egle concomitans är en tvåvingeart som först beskrevs av Pandelle 1900.  Egle concomitans ingår i släktet Egle och familjen blomsterflugor. Inga underarter finns listade i Catalogue of Life.